# ریچارد پریستمن
ریچارد پریستمن (انگلیسی: Richard Priestman؛ زادهٔ ۱۶ ژوئیهٔ ۱۹۵۵) کماندار اهل بریتانیا است.